# 1 Mai (métro de Bucarest)
Pour les articles homonymes, voir 1er mai (homonymie).
1 Mai en français : « 1er mai » est une station de métro roumaine de la ligne M4 du métro de Bucarest. Elle est située au croisement du boulevard Ion Mihalache et Calea Griviţei, dans le quartier 1er mai, Sector 1 de la ville de Bucarest.
Elle est mise en service en 2000.
Exploitée par Metrorex elle est desservie par les rames de la ligne M4 qui circulent quotidiennement entre 5 h 0 et 23 h 0 (heure de départ des terminus). Des stations du tramway de Bucarest et des arrêts de Trolleybus et d'autobus sont à proximité.

## Situation sur le réseau
Établie en souterrain, la station 1er mai est située sur la ligne M4 du métro de Bucarest, entre les stations Jiului, en direction de Parc Bazilescu, et Grivița, en direction de Gara de Nord.

## Histoire
La station terminus « 1er mai » est mise en service le 1er mars 2000, lors de l'ouverture à l'exploitation du tronçon, long de 3,7 kilomètres, venant de Gara de Nord.
Elle devient une station de passage le 1er juillet 2011, lors de l'ouverture à l'exploitation du prolongement jusqu'à la nouvelle station terminus de Parc Bazilescu, ce nouveau tronçon comporte une station intermédiaire dénommée Jiului,.

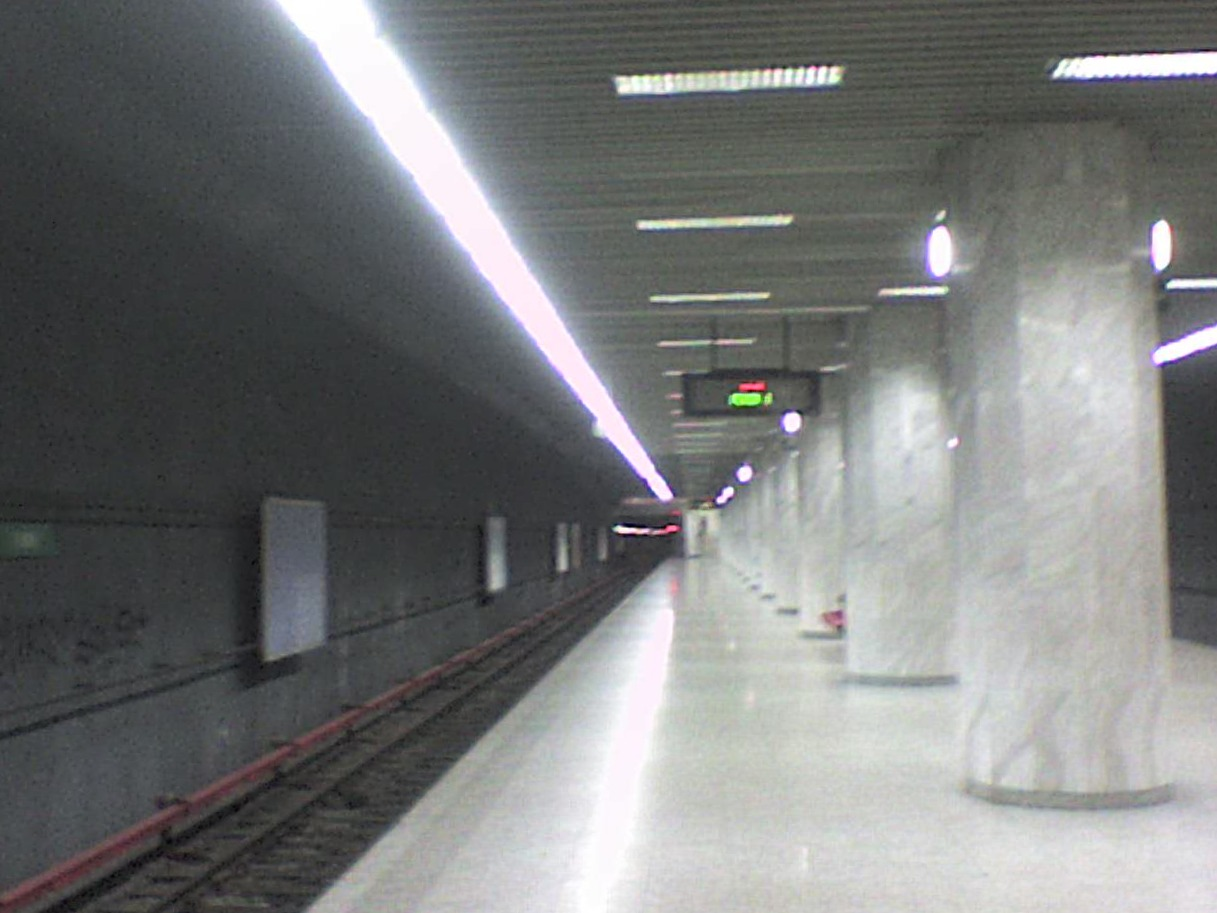
Station 1 Mai en 2007
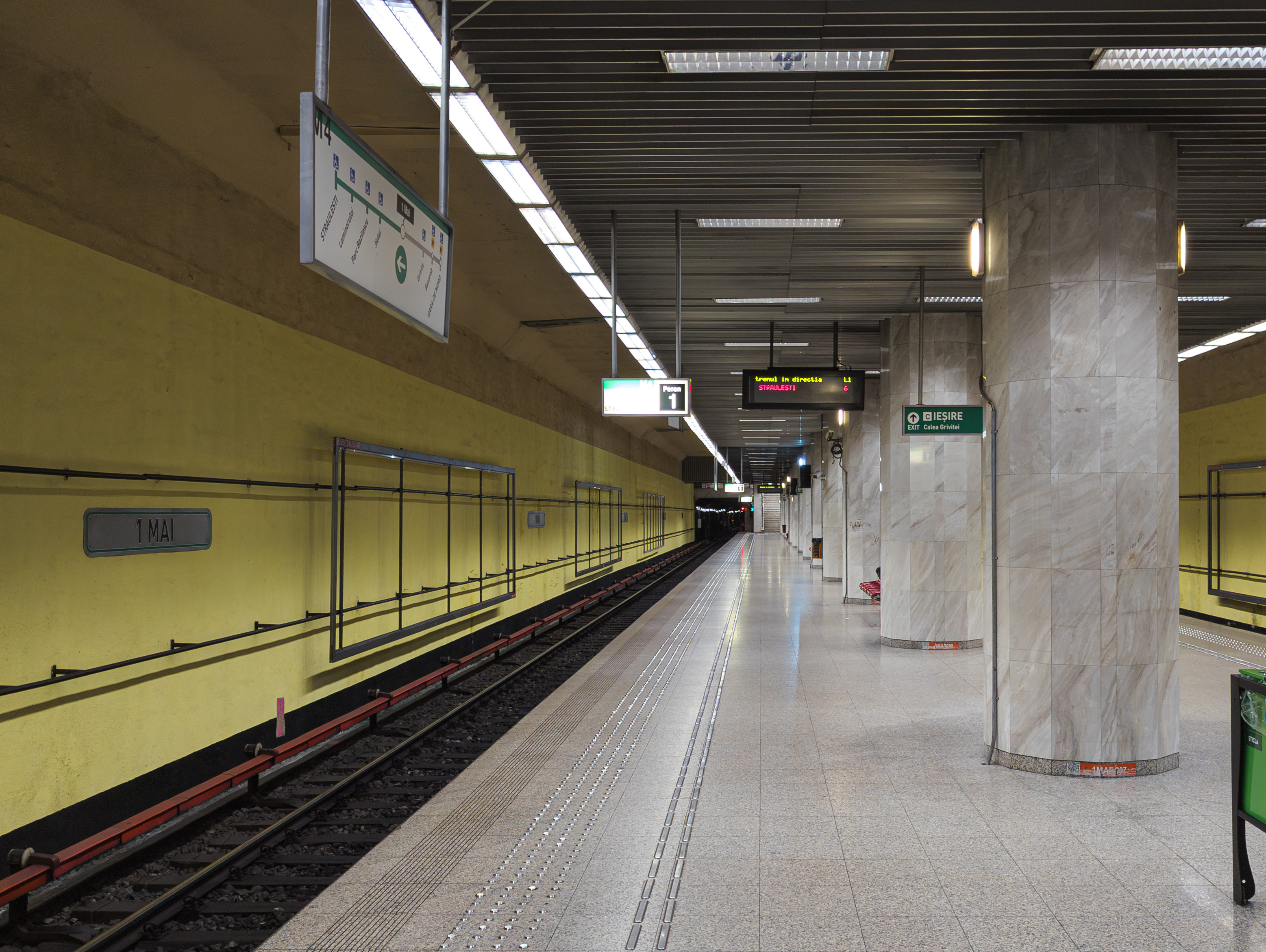
Station 1 mai en août 2023

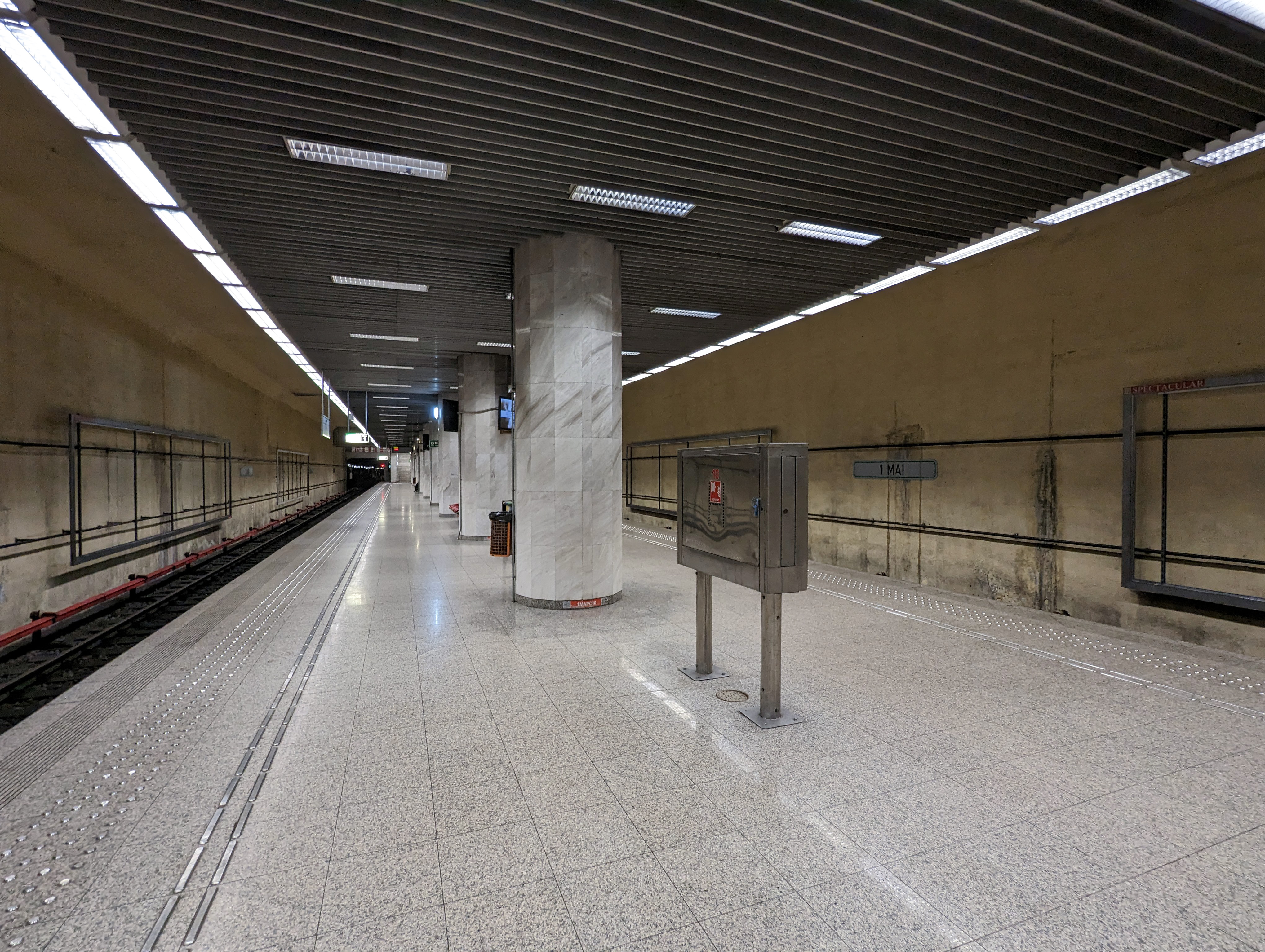
Station 1 mai en mars 2023
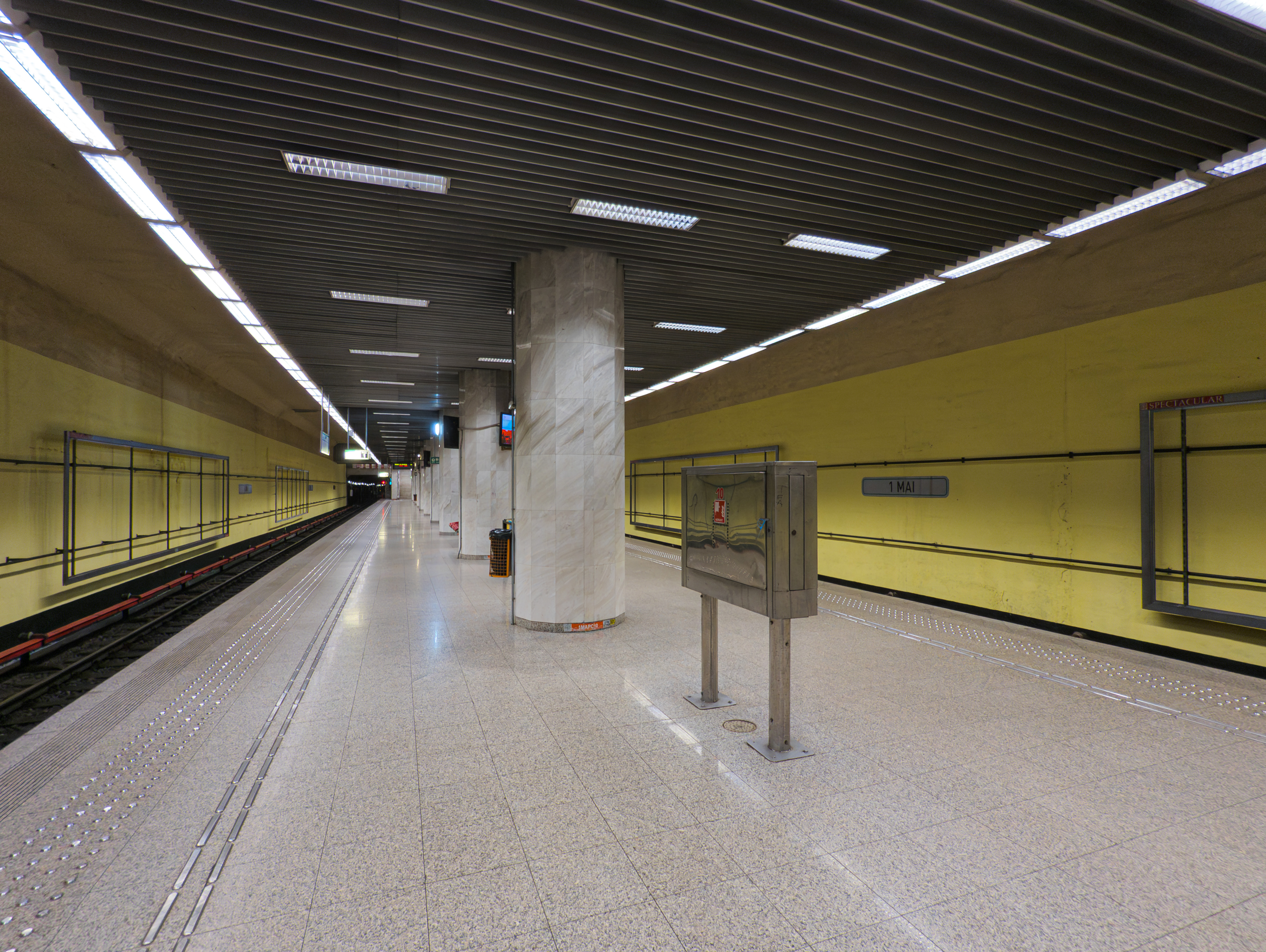
Station 1 mai en août 2023

## Service des voyageurs

### Accueil
La station dispose de deux bouches sur Calea Griviţei et sur le boulevard Ion Mihalache. Des escaliers, ou des ascenseurs pour les personnes à mobilité réduite, permettent de rejoindre la salle des guichets et des automates pour l'achat des titres de transport (un ticket est utilisable pour un voyage sur l'ensemble du réseau métropolitain).

### Desserte
À la station 1er mai la desserte quotidienne débute avec le passage de la première rame, partie du terminus le plus proche à 5 h 0 et se termine avec le passage de la dernière rame, partie du terminus le plus éloigné à 23 h 0.

### Intermodalité
Des arrêts de transports en commun sont situés à proximité : les stations du tramway de Bucarest Glabucet et Carpati (lignes 24 et 45), Bd. Ion Mihalache (ligne 42) et des arrêts de Trolleybus (lignes 65 et 86) et de bus (lignes 105, 422, 780 et N117).